# Storbritanniens Grand Prix 1962
Storbritanniens Grand Prix 1962 var det femte av nio lopp ingående i formel 1-VM 1962.

## Resultat
1. Jim Clark, Lotus-Climax, 9 poäng
2. John Surtees, Reg Parnell (Lola-Climax), 6
3. Bruce McLaren, Cooper-Climax, 4
4. Graham Hill, BRM, 3
5. Jack Brabham, Brabham (Lotus-Climax), 2
6. Tony Maggs, Cooper-Climax, 1
7. Masten Gregory, BRP (Lotus-Climax)
8. Trevor Taylor, Lotus-Climax
9. Dan Gurney, Porsche
10. Jackie Lewis, Ecurie Galloise (Cooper-Climax)
11. Tony Settember, Emeryson-Climax
12. Ian Burgess, Anglo-American Equipe (Cooper-Climax)
13. Richie Ginther, BRM
14. Carel Godin de Beaufort, Ecurie Maarsbergen (Porsche)
15. Jay Chamberlain, Ecurie Excelsior (Lotus-Climax)
16. Innes Ireland, BRP (Lotus-Climax)

### Förare som bröt loppet
- Phil Hill, Ferrari (varv 47, motor)
- Roy Salvadori, Reg Parnell (Lola-Climax) (35, batteri)
- Joakim Bonnier, Porsche (27, differential)
- Wolfgang Seidel, Autosport Team Wolfgang Seidel (Lotus-BRM) (11, bromsar)
- Tony Shelly, John Dalton (Lotus-Climax) (6, motor)